# غريت دنهم (بيدفوردشير)
غريت دنهم (بالإنجليزية: Great Denham)‏ هي قرية وأبرشية مدنية تقع في المملكة المتحدة في إنجلترا.